# 伊迪爾

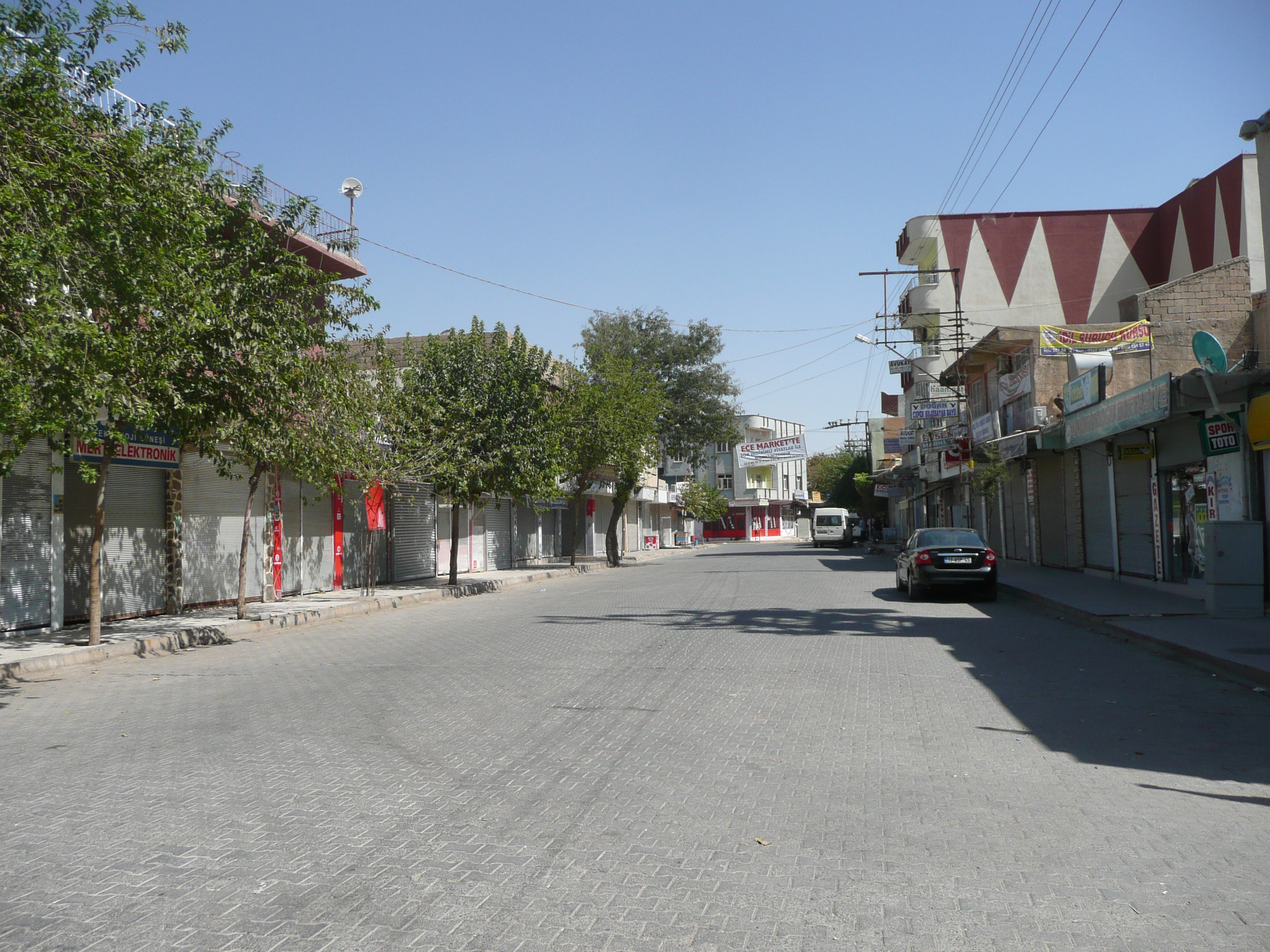
A view of İdil district

伊迪爾（土耳其語：İdil，羅馬化：Beṯ Zabday，Āzaḵ）是土耳其的城鎮，由舍爾納克省負責管轄，位於該國東南部，距離首府舍爾納克76公里，面積1,266平方公里，2008年人口22,496，大部分居民信奉伊斯蘭教。